# Tora Aasland
Tora Aasland, född 6 november 1942 i Skien i Telemark fylke, är en norsk sociolog, ämbetsman och politiker som representerar Sosialistisk venstre. Från 2007 till 2012 var hon statsråd i Kunnskapsdepartementet i Regeringen Stoltenberg II med ansvar för högre utbildning och forskning. Hon har också varit fylkesman i Rogaland fylke och stortingsledamot.